# Ludwig Hördt
Ludwig Hördt (auch: Louis Hoerdt; * um 1831 in Rastatt; † 6. Januar 1877 in Schönau im Schwarzwald) war ein deutscher Verwaltungsbeamter.

## Leben
Ludwig Hördt studierte Rechtswissenschaften an der Ruprecht-Karls-Universität Heidelberg. 1851 wurde er Mitglied des Corps Suevia Heidelberg. 1854 wurde er Rechtspraktikant und 1856 Referendar. 1864 wurde er zum Amtsrichter in Wiesloch ernannt. 1868 wechselte er in den badischen Verwaltungsdienst und wurde als Amtmann zum Amtsvorstand des Bezirksamts Walldürn berufen. 1870 wurde er zum Oberamtmann befördert. 1872 wechselte er als Amtsvorstand zum Bezirksamt Schönau, wo er bis zu seinem Tod 1877 im Amt blieb.